# آب‌انبار صدرآباد (اشکذر)
آب‌انبار وسط روستای صدرآباد مربوط به دوره قاجار است و در شهرستان صدوق، روستای صدرآباد، جنوب خیابان امام خمینی واقع شده و این اثر در تاریخ ۱۷ اسفند ۱۳۸۱ با شمارهٔ ثبت ۷۷۵۴ به‌عنوان یکی از آثار ملی ایران به ثبت رسیده است.